# Sidonia Hedwig Zäunemann
Sidonia Hedwig Zäunemann (15 janvier 1711 — 11 décembre 1740) est une poétesse allemande connue aussi sous la version féminisée de son nom de famille die Zäunemannin. 

## Biographie
Sidonia Zäunemann naît à Erfurt en 1714, ou 1711. Dès l’enfance, elle se sent attirée par l’étude et apprend elle-même le latin et le français. C’est toutefois vers la poésie qu’elle s’oriente finalement, en commençant par des poèmes occasionnels pour mariages ou funérailles. Dans ses œuvres plus tardives, elle n’hésite pas à critiquer la prétention masculine au pouvoir qui prive la moitié féminine de l’humanité de ses droits. Elle brave d’ailleurs les conventions de l’époque; comme les femmes non mariées ne pouvaient guère voyager, elle monte à cheval en tenue d’homme, coutume qu'elle défend dans un poème: « In solcher Tracht kann ich durch Blitz und Donner fröhlich reiten. » [« Dans une telle tenue, je peux chevaucher joyeusement à travers le tonnerre et la foudre. »]
En tenue de mineur elle visite les mines d’Ilmenau, dont elle publie une description versifiée. 
En 1738 l’Université de Göttingen lui décerne le titre de poète lauréate; il n’y a alors qu’une seule femme à avoir reçu cette dignité, Christiana Mariana von Ziegler (en 1733 par l'Université de Wittemberg).
Elle meurt en 1740 pendant un voyage à cheval, lorsqu’un pont sur la rivière Gera s’effondre. Elle est enterrée le 16 décembre à Plaue.
Le brachiopode dévonien Undispirifer sidoniae est nommé en son honneur.

## Œuvres
- Das Ilmenauische Bergwerk (1737)[5]
- Poetische Rosen in Knospen (1738)[8],[9]
- Die von denen Faunen gepeitschten Laster (1739)[10],[11]